# Koltjärnen (Graninge socken, Ångermanland)
Koltjärnen är en sjö i Sollefteå kommun i Ångermanland och ingår i Ångermanälvens huvudavrinningsområde.